# Rozhanovce
Rozhanovce (Hongaars: Rozgony) is een Slowaakse gemeente in de regio Košice, en maakt deel uit van het district Košice-okolie.
Rozhanovce telt 2.241 inwoners.